# Chaparral NGL System
Chaparral NGL System — трубопровід на півдні США, призначений для транспортування зріджених вуглеводневих газів із ряду штатів до потужного центру фракціонування та логістики в Монт-Бельв'ю (Техас).
Система перш за все обслуговує виробництво у найпотужнішому нафтогазоносному басейні країни Перміан (суміжні частини західного Техасу та південного сходу Нью-Мексико), який останніми роками набуває дедалі більшого значення внаслідок розробки місцевої сланцевої формації. До трубопроводу під'єднані різноманітні газопереробні заводи, котрі вилучають гомологи метану (етан-пропан-бутанову суміш) із отриманого з родовищ «жирного» газу. Наприклад, можливо згадати ГПЗ Caymus, який розташований неподалік важливого техаського газового хабу Ваха та з'єднаний з Chaparral коротким трубопроводом Pistolero NGL Pipeline діаметром 300 мм, або ГПЗ Джал, що працює в штаті Нью-Мексико і підключений до Chaparral через JAL Pipeline довжиною 34 милі та діаметром 150 мм.
Продовження «сланцевої революції» також сприяє підключенню нових об'єктів. Так, в 2016-му проклали трубопровід довжиною 82 милі та діаметром 300 мм від ГПЗ в техаському окрузі Ривс.
Всього станом на 2018 рік довжина системи Chaparral досягла 1085 миль. Пропускна здатність трубопроводу становить 135 тисяч барелів на добу.